# (1703) Barry
(1703) Barry est un astéroïde de la ceinture principale découvert le 2 septembre 1930 par l'astronome allemand Max Wolf.

## Historique
Le lieu de découverte, par l'astronome allemand Max Wolf, est Königstuhl.
Sa désignation provisoire, lors de sa découverte le 2 septembre 1930, était 1930 RB.